# ジアーガ郡 (オハイオ州)
ジアーガ郡（英: Geauga County、[dʒiːˈɑːɡə] jee-AH-gə）は、アメリカ合衆国オハイオ州の北東部に位置する郡である。2010年国勢調査での人口は93,389人であり、2000年の90,895人から2.7%増加した。郡庁所在地はチャードン市（人口5,148人）であり、同郡で人口最大の都市でもある。
郡名はオノンダガ族あるいはセネカ族インディアンの言葉で"アライグマ"を意味している。元々グランド川の名前だった。2008年の雑誌フォーブスで、アメリカで子供育てる最良の場所の第4位に挙げられた。
ジアーガ郡は、クリーブランド・イリリア・メンター大都市圏に属している。

## 歴史
ジアーガ郡は1806年3月1日に、トランブル郡から分離し、コネチカット西部保留地2番目の郡として設立された。郡名はオノンダガ族インディアンの言葉で jyo’ä·gak あるいはセネカ族の言葉で jo’ä·ka から採られており、どちらも"アライグマ"を意味した。当初はグランド川の名前だった。1808年、郡域からアシュタビューラ郡とカヤホガ郡が設立されて、小さくなった。
1840年にも郡域からレイク郡が設立され、現在の領域が確定した。1808年、トランブル郡出身の委員が裁判所の場所を決める手続きを始めた時に、郡庁所在地の場所に関する議論が始まった。北側の郡区住民がチャンピオンの町を望み、それが1832年にはペインズビルに改名された。南側の郡区住民は郡中央に郡庁を持ってくることを望み、チャードンと呼ばれるピーター・チャードン・ブルックスが寄付した土地がある強みを生かした。1809年にチャードンが郡庁所在地に選ばれたが、議論が終わることはなかった。その後の20年間で北部7郡区の人口増が南部16郡区のそれを上回ったことで、さらに議論に火をつけた。1840年1月21日、北部7郡区およびカヤホガ郡のウィロウビー郡区を合わせてレイク郡を創設する請願書がオハイオ州議会下院に提出された。シーバリー・フォードは反対意見を提出した。レイク郡は1840年3月にオハイオ州議会により設立された。新しく設立されたレイク郡には1つの郡を作るだけの広さが無かったので、北側の境界はエリー湖の水面下に入る土地までが含まれた。
ジアーガ郡で最初の開拓地は1798年に作られたバートンだった。ここにコネチカット州から3家族が入ってきた。

## 地理
アメリカ合衆国国勢調査局に拠れば、郡域全面積は408.29平方マイル (1,057.5 km2)であり、このうち陸地400.16平方マイル (1,036.4 km2)、水域は8.13平方マイル (21.1 km2)で水域率は1.99%である。
ジアーガ郡の年間平均降水量は42インチ (1,067 mm) であり、オハイオ州北部では最多である。場所によっては44インチ (1,118 mm) を超える所もある。

### 河川
ジアーガ郡の地形はイリノイ氷河とウィスコンシン氷河の作用によって急激な変化を受けており、河川による排水体系の変化、景色の変化、氷河性の堆積物に表れている。エリー湖に流れ込む3つの河川の水源がジアーガ郡にある。3つの河川とはカヤホガ川、チャグリン川、グランド川である。3つともオハイオ州景観河川に指定されている。
カヤホガ川東支流の水源はハムデン、クラリドン、バートン各郡区にある。カヤホガ川西支流の水源はバートン郡区のポンド道路とラピッズ道路の交差点近くにある。
チャグリン川東支流の水源はマンソン郡区のバス湖とチャードン市の南西隅にある。ベインブリッジ郡区のマクファーランド・クリークは、郵便番号が同じなのでチャグリンフォールズと呼ばれることもあり、チャグリン川のオーロラ支流のさらに支流である。
グランド川の水源はパークマン、トロイ各郡区にあり、またミドルフィールド郡区のスワイン・クリークである。
郡内の水路の大半はエリー湖に流れ込むものだが、トロイ郡区のシルバー・クリークはオハイオ川の流域に属するマホニング川の西支流のさらに支流である。オハイオ川はミシシッピ川最大の支流である。ラッセル郡区にはもう1つのシルバー・クリークがあり、チャグリン川の東支流のさらに支流となっている。

### 交通

#### 主要高規格道路
- アメリカ国道6号線、グランドアーミー・オブ・ザ・レパブリック・ハイウェイ（南北戦争退役兵を顕彰）
- アメリカ国道322号線
- アメリカ国道422号線

#### 高規格道路
| - オハイオ州道44号線 - オハイオ州道86号線 - オハイオ州道87号線 - オハイオ州道88号線 | - オハイオ州道166号線 - オハイオ州道168号線 - オハイオ州道306号線 | - オハイオ州道528号線 - オハイオ州道608号線 - オハイオ州道700号線 |

ジアーガ郡公式道路マップGeauga County Road Map

#### 公共輸送
ジアーガ郡は田園部的な性格があるので、固定した路線の公共輸送には限界がある。ジアーガ郡交通社が電話による要請に応じてドアツードアの送迎を行っており、場合によっては郡域の外にも可能である。2011年時点で料金は6米ドル、高齢者、障碍者、6歳から17歳の子供は半額である。郡外への料金は郡内に2倍である。月曜日から金曜日までの午前6時から午後9時まで利用できる。少なくとも3日前までの予約が推奨されているが、1週間前でも可能である。

#### 空港
ミドルフィールドのオールドステート道路15421に公共空港のジアーガ郡空港 (7G8) がある。
ジアーガ郡空港はミドルフィールド商工会議所が購入し、郡に寄付した41エーカー (0.16 km2) の土地にある。竣工は1967年8月31日であり、公式には1968年9月29日にオープンした。滑走路の長さは3,500フィート (1,070 m)、幅は65フィート (20 m) である。2つのT型ハンガー、1つの個人用ハンガー、2つの町用ハンガー、パイロットのラウンジとトイレがある。

### 隣接する郡
- レイク郡 - 北
- アシュタビューラ郡 - 北東
- トランブル郡 - 南東
- ポーテージ郡 - 南
- カヤホガ郡 - 西
- サミット郡- 南西隅

## 人口動態
以下は2010年国勢調査による人口統計データである。
| 基礎データ - 人口: 93,389人 - 世帯数: 34,264 世帯 - 家族数: 25,654 家族 - 人口密度: 89人/km2（231人/mi2） - 住居数: 34,264軒 - 住居密度: 33軒/km2（85軒/mi2） 人種別人口構成 - 白人: 96.9% - アフリカン・アメリカン: 1.3% - ネイティブ・アメリカン: 0.1% - アジア人: 0.6% - 太平洋諸島系: 0.001% - その他の人種: 0.3% - 混血: 0.8% - ヒスパニック・ラテン系: 0.59%（2000年データ） 先祖による構成（2000年データ） - ドイツ系：21.7% - イタリア系：11.0% - アイルランド系：10.9% - イギリス系：10.1% - ポーランド系：6.3% - アメリカ人：6.2% 言語による構成（2000年データ） - 英語：89.4% - ドイツ語：5.1% - ペンシルベニアドイツ語：1.5% - スペイン語：1.0% | 年齢別人口構成 - 18歳未満: 26.0% - 18-24歳: 6.6% - 25-44歳: 20.1% - 45-64歳: 31.8% - 65歳以上: 15.5% - 年齢の中央値: 43歳 - 性比（女性100人あたり男性の人口） - 総人口: 96.9 - 18歳以上: 93.7 世帯と家族（対世帯数） - 18歳未満の子供がいる: 31.6% - 結婚・同居している夫婦: 63.8% - 未婚・離婚・死別女性が世帯主: 7.7% - 非家族世帯: 25.1% - 単身世帯: 25.1% - 65歳以上の老人1人暮らし: 9.5% - 平均構成人数 - 世帯: 2.70人 - 家族: 3.16人 収入と家計（2000年データ） - 収入の中央値 - 世帯: 60,200米ドル（オハイオ州で第2位） - 家族: 67,427米ドル - 性別 - 男性: 48,443米ドル - 女性: 30,567米ドル - 人口1人あたり収入: 27,944米ドル（オハイオ州で第2位） - 貧困線以下 - 対人口: 4.6% - 対家族数: 2.8% - 18歳未満: 6.1% - 65歳以上: 5.1% |

## 教育

### 公共教育学区
郡内には7つの公共教育学区がある。
ジアーガ郡教育サービスセンターがこの7学区に共同プログラムとサービスを提供し、各学区の全体コストを下げることに貢献している。教育者、企業、町の組織、父兄の間の協業により、青年と成人に各段階で重要なことを経験させ、職業に就く準備をさせるのが任務である。その継続的な成功を確保するためにかなりの手続きとプログラムを開発していくことになる。
| 学区                           | 場所               | 該当する町 |
| ------------------------------ | ------------------ | --- |
| バークシャー・ローカル教育学区 | バートン           | バートン郡区、バートン村、クラリドン郡区の大半、トロイ郡区、ウェルシュフィールド                                               |
| カーディナル・ローカル教育学区 | ミドルフィールド   | ハンツバーグ郡区、ミドルフィールド郡区、パークマン郡区、トランブル郡メスポタミア郡区の小部分                                   |
| チャードン・ローカル教育学区   | チャードン         | アキラ村、チャードン市、チャードン郡区、クラリドン郡区の一部、ハムデン郡区、マンソン郡区の大半、レイク郡コンコード郡区の小部分 |
| ケンストン・ローカル教育学区   | ベインブリッジ郡区 | オーバーン郡区、ベインブリッジ郡区の大半                                                                                       |
| レッジモント・ローカル教育学区 | トンプソン         | モントビル郡区、トンプソン郡区、ハンツバーグ郡区の小部分                                                                       |
| ニューベリー・ローカル教育学区 | ニューベリー       | ニューベリー郡区 |
| 西ジアーガ郡・ローカル教育学区 | チェスター郡区     | チェスター郡区、チェスターランド、ハンティングバレーの小部分、マンソン郡区の一部、ラッセル郡区の未編入領域                     |

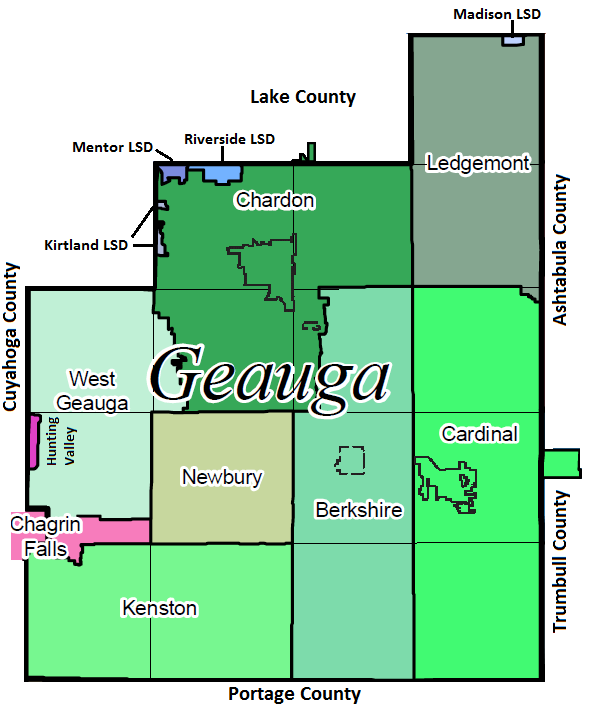
ジアーガ郡の教育学区区割り図

さらに隣接郡にあって、ジアーガ郡の一部を管轄している5つの教育学区は以下の通りである。
| 学区                               | 場所                                 | 郡内の該当する町                                           |
| ---------------------------------- | ------------------------------------ | ---------------------------------------------------------- |
| チャグリンフォールズ免除村教育学区 | チャグリンフォールズとサウスラッセル | サウスラッセル村、ベインブリッジ郡区とラッセル郡区の小部分 |
| カートランド・ローカル教育学区     | カートランド                         | チャードン郡区の小部分                                     |
| マディソン・ローカル教育学区       | マディソン                           | トンプソン郡区の小部分                                     |
| メンター免除村教育学区             | メンター                             | チャードン郡区の小部分                                     |
| リバーサイド・ローカル教育学区     | ペインズビル                         | チャードン郡区の小部分                                     |

### 合同職業訓練教育学区
7つの教育学区のうち6つの納税者はコンコード郡区にあるオーバーン・キャリアセンターの合同職業訓練教育学区を支援している。このセンターでは健康、教育、実践技術について様々なプログラムを提供している。

### 私立学校と教区学校
郡内には私立学校、教区学校、さらに専門学校が8校ある
| 学区                                          | 場所                     | 適用 |
| --------------------------------------------- | ------------------------ | --- |
| アガペー・クリスチャン・アカデミー            | バートン郡区とトロイ郡区 | 学年開始前に入学願書を受付                                                                              |
| ホーケン・スクール                            | ゲイツミルズ             | カレッジ予備全日制学校、オンライン受付、学校訪問と試験                                                  |
| ハーシー・モンテッソーリ農業学校              | ハンツバーグ郡区         | 父兄所有、オハイオ州教育省認可、毎年1月に願書受付                                                       |
| ノートルダム寺院ラテン学校                    | マンソン郡区             | ローマ・カトリック教クリーブランド教区、カトリック系小学校に入っていた者もそうでない者も8年生を受け入れ |
| ソロン/ベインブリッジ・モンテッソーリ言語学校 | ベインブリッジ郡区       | モンテッソーリ教育、四半期入学                                                                          |
| セントアンセルム学校                          | チェスター郡区           | ローマ・カトリック教クリーブランド教区、幼稚園生から8年生まで                                           |
| セントヘレンズ学校                            | ニューベリー             | ローマ・カトリック教クリーブランド教区、幼稚園生から8年生まで、教区民に関わらず受け入れ                 |
| セントメアリーズ学校                          | チャードン               | ローマ・カトリック教クリーブランド教区、幼稚園生から8年生まで、教区民に関わらず受け入れ                 |

### 高等教育機関
郡内には下記の高等教育機関がある。
- ケント州立大学ジアーガ校、バートンにある。ケント州立大学は州内に7つの地域キャンパスがあり、その1つである。1964年にアカデミックセンターとして設立されたそのキャンパスは広さが87エーカー (0.35 km2) あり、1976年に地域キャンパスになった。2011年時点で2,000人以上の学生が入学している。キャンパスに学生寮は無い。経営、教育、教養、看護、理学、工学の分野で資格取得、准学士、学士が取得できる様々な教科を提供している。

## 政治
ジアーガ郡はアメリカ合衆国下院議員オハイオ州第14選挙区に属している。
オハイオ州議会下院では、2013年時点で大半が第76選挙区に入り（以前は第98選挙区）、北東部が第99選挙区に入ることになる。
オハイオ州議会上院では、2013年時点で大半が第18選挙区に入り、北東部が第32選挙区に入ることになる。

### 司法
ジアーガ郡はアメリカ合衆国控訴裁判所第6巡回裁判所の管轄である。オハイオ州では第11地区控訴裁判所が管轄している。

## 郡区

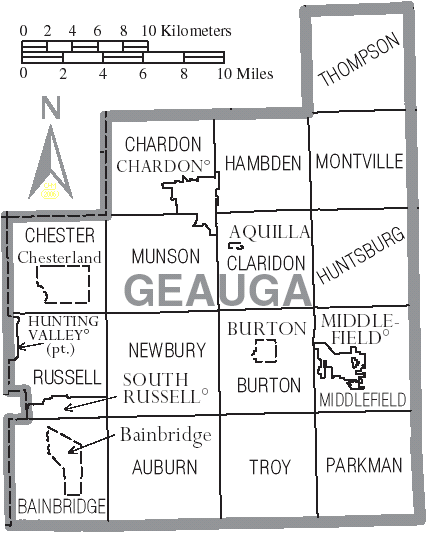
ジアーガ郡図

ジアーガ郡は下記16の郡区に分割されている。
| - オーバーン - ベインブリッジ - バートン - チャードン - チェスター - クラリドン | - ハムデン - ハンツバーグ - ミドルフィールド - モントビル - マンソン | - ニューベリー - パークマン - ラッセル - トンプソン - トロイ |

## 都市と村
市
- チャードン - 郡庁所在地

村
- アキラ
- バートン
- ハンティングバレー
- ミドルフィールド
- サウスラッセル

国勢調査指定地域
- ベインブリッジ
- チェスターランド

未編入の町
- イーストクラリドン
- マテリアルズパーク
- モントビル
- パークマン
- ノベルティ
- ウェルシュフィールド

## 著名な出身者
- ブリガム・ヤング（1801年6月 - 1877年8月）、モルモン教指導者、1832年から1838年までジアーガ郡に住んだ。カートランド（当時は郡内）で1834年3月31日に2度目の妻メアリー・アン・エンジェルと結婚した
- シーバリー・フォード（1801年-1855年）、ピーター・ヒッチコックの甥、弁護士、第20代オハイオ州知事（在任1849年-1850年）
- チャールズ・マーティン・ホール（1863年12月 - 1914年12月）、現代アルミ精錬法（ホール・エルー法）の発明者